# Campionati del mondo Ironman del 1989
I Campionati del mondo Ironman del 1989 hanno visto trionfare tra gli uomini lo statunitense Mark Allen, davanti al connazionale Dave Scott e all'australiano Greg Welch.
Tra le donne si è laureata campionessa del mondo per la terza volta la zimbabwese Paula Newby-Fraser.
Entrambi i vincitori hanno registrato il tempo record nella competizione. Mark Allen ha chiuso la gara poco sopra le otto ore, con un tempo di 8:09:15, abbassando di quasi venti minuti il precedente record appartenente a Dave Scott nell'edizione del 1986.
Paula Newby-Fraser ha chiuso la gara con un tempo di 9:00:56, riuscendo quasi ad infrangere per la prima volta il muro delle nove ore e migliorando di qualche secondo il record a lei appartenente nell'edizione precedente.
Si è trattata della 13ª edizione dei campionati mondiali di Ironman, che si tengono annualmente dal 1978 con una competizione addizionale che si è svolta nel 1982. I campionati sono organizzati dalla World Triathlon Corporation (WTC).

## Ironman Hawaii - Classifica

### Uomini
| Pos. | Tempo   | Nome              | Paese          | Ripartizione tempi | Ripartizione tempi | Ripartizione tempi | Ripartizione tempi | Ripartizione tempi |
| Pos. | Tempo   | Nome              | Paese          | Nuoto              | T1                 | Bici               | T2                 | Corsa              |
| ---- | ------- | ----------------- | -------------- | ------------------ | ------------------ | ------------------ | ------------------ | ------------------ |
|      | 8:09:15 | Mark Allen        | Stati Uniti    | 0:51:17            | 0:00               | 4:37:52            | 0:00               | 2:40:04            |
|      | 8:10:13 | Dave Scott        | Stati Uniti    | 0:51:16            | 0:00               | 4:37:53            | 0:00               | 2:41:03            |
|      | 8:32:16 | Greg Welch        | Australia      | 0:51:39            | 0:00               | 4:43:43            | 0:00               | 2:56:53            |
| 4    | 8:32:32 | Ken Glah          | Stati Uniti    | 0:51:24            | 0:00               | 4:38:57            | 0:00               | 3:02:10            |
| 5    | 8:32:42 | Pauli Kiuru       | Finlandia      | 0:53:29            | 0:00               | 4:43:08            | 0:00               | 2:56:03            |
| 6    | 8:36:52 | Scott Tinley      | Stati Uniti    | 0:54:15            | 0:00               | 4:38:53            | 0:00               | 3:03:43            |
| 7    | 8:38:33 | Jürgen Zäck       | Germania       | 0:52:23            | 0:00               | 4:39:20            | 0:00               | 3:06:49            |
| 8    | 8:39:13 | Yves Cordier      | Francia        | 0:51:20            | 0:00               | 4:41:50            | 0:00               | 3:06:01            |
| 9    | 8:39:35 | Ray Browning      | Stati Uniti    | 0:51:33            | 0:00               | 4:42:04            | 0:00               | 3:05:57            |
| 10   | 8:39:56 | Wolfgang Dittrich | Germania Ovest | 0:48:13            | 0:00               | 4:39:04            | 0:00               | 3:12:38            |

### Donne
| Pos. | Tempo   | Nome               | Paese       | Ripartizione tempi | Ripartizione tempi | Ripartizione tempi | Ripartizione tempi | Ripartizione tempi |
| Pos. | Tempo   | Nome               | Paese       | Nuoto              | T1                 | Bici               | T2                 | Corsa              |
| ---- | ------- | ------------------ | ----------- | ------------------ | ------------------ | ------------------ | ------------------ | ------------------ |
|      | 9:00:56 | Paula Newby-Fraser | Zimbabwe    | 0:54:19            | 0:00               | 5:01:00            | 0:00               | 3:05:37            |
|      | 9:21:55 | Sylviane Puntous   | Canada      | 0:56:33            | 0:00               | 5:09:28            | 0:00               | 3:15:53            |
|      | 9:24:31 | Kirsten Hanssen    | Stati Uniti | 0:53:52            | 0:00               | 5:05:17            | 0:00               | 3:25:22            |
| 4    | 9:38:33 | Fernanda Keller    | Brasile     | 1:02:18            | 0:00               | 5:20:33            | 0:00               | 3:15:42            |
| 5    | 9:43:00 | Susan Latshaw      | Stati Uniti | 0:56:36            | 0:00               | 5:10:31            | 0:00               | 3:35:52            |
| 6    | 9:43:18 | Jan Wanklyn        | Australia   | 0:52:29            | 0:00               | 5:27:54            | 0:00               | 3:22:54            |
| 7    | 9:44:37 | Tina Bischoff      | Australia   | 0:54:31            | 0:00               | 5:22:23            | 0:00               | 3:27:41            |
| 8    | 9:45:36 | Julie Wilson       | Stati Uniti | 0:56:38            | 0:00               | 5:07:31            | 0:00               | 3:41:26            |
| 9    | 9:49:17 | Leslie Fedon       | Stati Uniti | 0:54:17            | 0:00               | 5:19:10            | 0:00               | 3:35:50            |
| 10   | 9:52:51 | Amy Aikman         | Stati Uniti | 0:58:19            | 0:00               | 5:31:33            | 0:00               | 3:22:57            |

## Ironman - Risultati della serie

### Uomini
| Evento      | Oro          | Tempo   | Argento           | Tempo   | Bronzo           | Tempo   |
| Australia   | A. Sattler   | 8:56:50 | Gerard I Donnelly | 9:06:44 | Steve Cunningham | 9:14:01 |
| New Zealand | Ray Browning | 8:35:16 | Mat Brick         | 8:51:39 | Pauli Kiuru      | 8:59:22 |

### Donne
| Evento      | Oro                       | Tempo    | Argento        | Tempo    | Bronzo    | Tempo    |
| Australia   | Louise C Mackinlay-Bonham | 9:53:48  | K. Ishernood   | 10:35:28 | V. Bell   | 10:44:02 |
| New Zealand | Fiona McKee               | 10:18:03 | Josie Sinclair | 10:42:54 | Sue Price | 10:47:37 |

## Calendario competizioni
| Progr. | Data          | Evento              | Sede                                   | Nazione       |
| ------ | ------------- | ------------------- | -------------------------------------- | ------------- |
| 1      | 12 marzo 1989 | Ironman Australia   | Forster/Tuncurry, Nuovo Galles del Sud | Australia     |
| 2      | 22 marzo 1989 | Ironman New Zealand | Taupo                                  | Nuova Zelanda |